# Reichskonkordat
Reichskonkordat et konkordat mellem pavestolen og Tyskland. Det blev undertegnet 20. juli 1933 af kardinal Eugenio Pacelli (senere Pius XII 1939) på pavens vegne og af Franz von Papen på rigspræsident Paul von Hindenburgs vegne. Det gælder endnu.
Hitler havde i slutningen af marts 1933 fået vedtaget en Ermächtigungsgesetz, en "bemyndigelseslov" og havde i praksis fået diktatoriske beføjelser. En statslig kirkepolitik i Nazi-Tyskland skulle indbefatte de to store kirker, den katolske og den evangeliske. Med rigskonkordatet med den katolske kirke skulle kirkens retsstilling sikres i Tyskland, og da
det katolske midterparti Zentrum opløste sig selv 5. juli 1933, var det sidste af de ikke-nazistiske partier forsvundet efter forbud fra Hitler og NSDAP.
Da naziregimet brød konkordatet, protesterede kirken. Protesterne kulminerede 1937 i encyklikaen Mit brennender Sorge ("Med brændende bekymring") af pave Pius XI.